# Anikay Air
Anikay Airlines is een Kirgizische luchtvaartmaatschappij met haar thuisbasis in Bisjkek.

## Geschiedenis
Anikay Airlines is opgericht in 2003.

## Vloot
De vloot van Anikay Airlines bestaat uit:(feb.2007)
- 1 Boeing B737-200C